# Сан-Роман (провинция)
Сан-Роман (исп. Provincia de San Román; кечуа San Ruman pruwinsya) — одна из 13 провинций перуанского региона Пуно. Площадь составляет 2277,63 км². Население на 2007 год — 249 776 человек. Средняя плотность населения — 109,66 чел/км². Столица — город Хульяка.

## География
Граничит с провинциями Лампа и Асангаро (на севере), Пуно (на юге), Уанкане (на северо-востоке), а также с регионами Арекипа и Мокегуа.

## История
Провинция была создана 6 сентября 1926 года.

## Административное деление
В административном отношении длится на 5 районов:
- Кабана
- Кабанильяс
- Каракото
- Сан-Мигель (с 2016 года)
- Хульяка